# Grigorowitsch DG-53
Die Grigorowitsch DG-53 (russisch Григорович ДГ-53, auch Grigorowitsch IP-4, ИП-4) ist ein einsitziges, einmotoriges Tiefdecker-Jagdflugzeug sowjetischer Herkunft. Es ist eine kleinere Modifikation der Grigorowitsch DG-52 mit selbsttragender Aluminium-Zelle, zweiholmigem Tragflügel mit elliptischem Flügelgrundriss und einziehbarem Heckradfahrwerk. Wie die DG-52 war die DG-53, bis auf die mit Stoff bespannten Ruder, ganz aus Metall gefertigt.
Anstelle der 76 mm APK-4 Kanone waren insgesamt vier 45 mm APK-11, verstärkt durch zwei SchKAS, als Bewaffnung vorgesehen. Die Maschine wurde durch einen mit einer NACA-Haube verkleideten Wright R-1820-Cyclone-Motor mit 640 PS angetrieben und flog erstmals 1934. Es blieb bei diesem einen Prototyp.
Mit Einstellung der Entwicklung der rückstoßfreien Waffen wurde die Maschine zur DG-53bis umgebaut. Die Bewaffnung sollte nun aus SchWAK und zwei SchKAS bestehen. Kurz vor Fertigstellung der Maschine 1935 wurde das Projekt gestoppt.

## Technische Daten
| Kenngröße                   | Daten                                   |
| --------------------------- | --------------------------------------- |
| Besatzung                   | 1                                       |
| Spannweite                  | 9,60 m                                  |
| Länge                       | 7,08 m                                  |
| Flügelfläche                | 16,36 m²                                |
| Flügelstreckung             | 5,6                                     |
| Leermasse                   | 1080 kg                                 |
| Startmasse                  | 1549 kg                                 |
| Höchstgeschwindigkeit       | 435 km/h in 3000 Höhe                   |
| Start-/Landegeschwindigkeit | 97 km/h                                 |
| Steigleistung               | 1:06 min bis auf 1000 m                 |
| Dienstgipfelhöhe            | 8300 m                                  |
| Reichweite                  | 830 km                                  |
| Antrieb                     | 1 × Wright R-1820                       |
| Leistung                    | 471 kW (640 PS)                         |
| Bewaffnung                  | 2 × 7,62 mm SchKAS und 4 × 45 mm APK-11 |